# Путткаммер, Хильда фон
Линда Хильдегарда (Хильда) Фрайфрау фон Путткаммер (в замужестве — Фаустман; нем. Linda Hildegarda (Hilda) Freifrau von Puttkammer (Faustmann); 13 августа 1912, Сан-Паулу — неизвестно) — бразильская фехтовальщица-рапиристка. Участница летних Олимпийских игр 1936 года.

## Биография
Хильда фон Путткаммер родилась 13 августа 1912 года в бразильском городе Сан-Паулу.
Выступала в соревнованиях по фехтованию за «Паулистану» из Сан-Паулу. В 1929 году в 17-летнем возрасте впервые выиграла чемпионат Бразилии, в 1946 году стала серебряным призёром.
В 1936 году вошла в состав сборной Бразилии на летних Олимпийских играх в Берлине. В личном турнире рапиристок заняла в группе 1/8 финала 4-е место, победив Берит Гранквист из Швеции — 5:3, Бетти Арбатнот из Великобритании — 5:0 и Нэнси Арчибальд из Канады — 5:2, проиграв Хелене Майер из Германии — 0:5, Эрне Богатине Боген из Венгрии — 2:5 и Маргит Кристиян из Югославии — 2:5. В четвертьфинале заняла последнее, 6-е место, уступив Хелене Майер — 1:5, Мэрион Ллойд из США — 0:5, Илоне Варге из Венгрии — 2:5 и Маделейн Скрев из Бельгии — 0:5.
Фон Путткаммер стала первой южноамериканской фехтовальщицей на Олимпийских играх.
Заняла 4-е место на дебютном чемпионате Южной Америки в Аргентине.
В 1948 году получила приглашение участвовать в летних Олимпийских играх в Лондоне, однако не смогла присутствовать. Фон Путкаммер выступила с инициативой провести отбор фехтовальщиц на её место, однако это привело к конфликту с Федерацией фехтования Бразилии, и она запретила ей выступать.
Впоследствии стала почётным директором по фехтованию клуба «Паулистану».
Дата смерти неизвестна.